# Kazuhiro Shimogami
Kazuhiro Shimogami (jap. 霜上 和宏, Shimogami Kazuhiro; * um 1970) ist ein japanischer Badmintonspieler. 

## Karriere
Kazuhiro Shimogami wurde 1992 nationaler japanischer Meister im Herreneinzel. Bei den Asienspielen 1998 wurde er in dieser Disziplin Neunter. Im Jahr 2000 siegte er bei den Peru International. Bei der Badminton-Weltmeisterschaft 2001 schied er dagegen in Runde eins aus.

## Sportliche Erfolge
| Saison | Veranstaltung                | Disziplin    | Platz | Name               |
| ------ | ---------------------------- | ------------ | ----- | ------------------ |
| 1992   | Japan: Einzelmeisterschaften | Herreneinzel | 1     | Kazuhiro Shimogami |
| 1998   | Asienspiele                  | Herreneinzel | 9     | Kazuhiro Shimogami |
| 2000   | Peru International           | Herreneinzel | 1     | Kazuhiro Shimogami |

## Referenzen
- Kyōto-fu Badminton Kyōkai: Japanische Meisterschaften (Memento vom 28. August 2007 im Internet Archive)
- Kazuhiro Shimogami beim Badminton-Weltverband

| Personendaten    | Personendaten                |
| ---------------- | ---------------------------- |
| NAME             | Shimogami, Kazuhiro          |
| ALTERNATIVNAMEN  | 霜上和宏 (japanisch)         |
| KURZBESCHREIBUNG | japanischer Badmintonspieler |
| GEBURTSDATUM     | um 1970                      |